# Moluckädelpapegoja

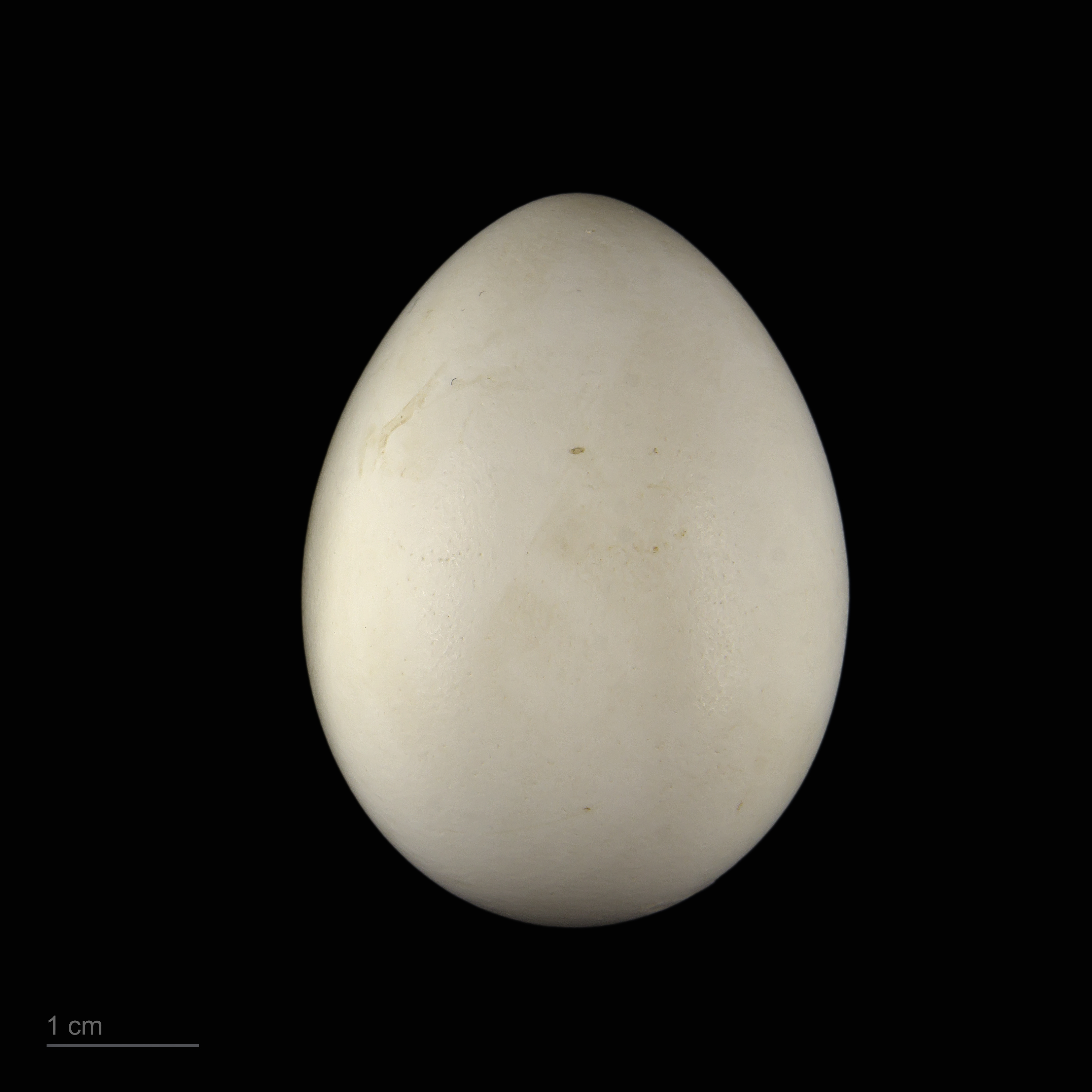
Eclectus roratus

Moluckädelpapegoja (Eclectus roratus) är en fågel i familjen östpapegojor.

## Utseende och läte
Moluckädelpapegoja är en kraftig och storhövdad papegoja med rätt kort stjärt. Hanen är gnistrande grön med rött under vingen och orangefärgad näbb. Honan är mycket annorlunda, helt röd med violett på buken och mörk näbb. Bland lätena hörs öronbedövande ljusa skrin liksom ett mörkare kråklikt kraxande.

## Utbredning och systematik
Moluckädelpapegoja förekommer i östra Indonesien, i ögruppen Moluckerna. Den delas in i två underarter med följande utbredning:
- Eclectus roratus vosmaeri – större öar i norra och centrala Moluckerna
- Eclectus roratus roratus – södra Moluckerna (Buru, Seram, Ambon, Saparua och Haruku)

Tidigare inkluderades papuaädelpapegoja (E. polychloros), tanimbarädelpapegoja (E. riedeli) och sumbaädelpapegoja (E. cornelia) i arten, då med namnet ädelpapegoja. Birdlife International urskilde dem dock som egna arter och tongivande International Ornithological Congress (IOC) följde efter 2023. I samband med uppdelningen tilldelades roratus i begränsad mening det nuvarande svenska trivialnamnet.

## Levnadssätt
Moluckädelpapegojan hittas i skogar i låglänta områden och förberg. Den ses vanligen flyga ovan skogen i gryningen, ljudligt skriande.

## Status och hot
Arten har ett stort utbredningsområde, men tros minska i antal, dock inte tillräckligt kraftigt för att den ska betraktas som hotad. Internationella naturvårdsunionen IUCN listar arten som livskraftig (LC). Beståndet uppskattas till mellan 7 300 och 51 000 vuxna individer.